# Next3
Next3 — Файловая система для Linux с поддержкой мгновенных снимков, разработанная CTERA Networks. Базируется на коде ext3 и обладает прямой и обратной совместимостью с данной ФС. Исходные коды проекта распространяются под лицензией GNU GPL.

## Особенности

### Мгновенные снимки
Преимущество метода copy-on-write заключается в том, что при записи Next3 новых данных, блоки, содержащие старые данные, могут быть сохранены, что позволяет делать мгновенные снимки файловой системы (англ. snapshots). В Next3 снимки создаются быстро, так как все данные в составе снимка уже сохранены. Ещё одним преимуществом является эффективное использование дискового пространства, поскольку любые не изменённые данные передаются между файловой системой и её снимком.

### Динамическое выделение пространства под мгновенные снимки
Традиционный для Linux менеджер логических томов (LVM), так же позволяющий создавать снимки файловой системы, требует, чтобы место под снимок выделялось заранее. Next3 использует динамическое выделение пространства под мгновенные снимки.

### Совместимость с ext3
Одной из целей разработчиков Next3 была прямая и обратная совместимость с файловой системой ext3. Все структуры на диске идентичны используемым в ext3, отличия минимальны, поэтому Next3 может быть примонтирована как ext3 без каких-либо изменений — при условии отсутствия мгновенных снимков. В случае наличия снимков, Next3 может быть примотирована как ext3 только с флагом ro (Read-only, только для чтения), чтобы изменённые блоки не могли быть сохранены в мгновенных снимках.
Обратная сторона практически полной совместимости с ext3 — Next3 не поддерживает многие технологии, используемые в современных ФС, такие, как экстенты.

### Производительность
Если не используются мгновенные снимки, то производительность Next3 эквивалентна производительности ext3. При использовании мгновенных возникают относительно небольшие накладные расходы на запись блоков метаданных и (около 1 %) на запись блоков данных.